# Roser til Monica
Roser til Monica är en norsk svartvit dramafilm från 1956 i regi av Bjarne Andersen. I rollerna ses bland andra Inger Marie Andersen, Urda Arneberg och Fridtjof Mjøen.

## Handling
Cecilia och Finn ska gifta sig, men Finn är kär i sin älskare Monica. Monica är gravid och när Cecilia får reda på affären blir utom sig av förtvivlan.

## Rollista
- Urda Arneberg – Monica
- Inger Marie Andersen – Cecilia Wenner
- Fridtjof Mjøen – överläkare Wenner
- Henki Kolstad – Tor Dreier, redaktör
- Pål Skjønberg – Finn Ek, reservläkare
- Espen Skjønberg – Egil Ek, pianist
- Tor Stokke – Tom Ek, yngste brodern
- Sonja Lid – Elsa Wenner
- Gisle Straume
- Helga Rydland – Marthe, hushållerskan
- Merete Skavlan – Frida Ek
- Bjørn Bergh-Pedersen – Bengt Lie, doktor
- Mette Lange-Nielsen – syster Britt
- Nils Hald – trädgårdsmästare

## Om filmen
Roser til Monica producerades av bolaget International Film Service AS. Med filmen debuterade Bjarne Andersen som regissör och den är tillsammans med Smuglere i smoking (1957) de enda filmerna han regisserade. Filmen bygger på Lillian Sonnings roman med samma namn från 1946. Andersen omarbetade boken till filmmanus tillsammans med Nils-Reinhardt Christensen och Per Gunnar Jonson. Jonson var även filmens fotograf. Filmen hade premiär den 19 januari 1956.

## Musik
- "Roser til Monica" (text: Bjørn Bergh-Pedersen och Sonja Lid, musik: Bjørn Woll)